# جيمس ر. لويس
جيمس ر. لويس (بالإنجليزية: James R. Lewis)‏ هو شخصية أعمال وسياسي أمريكي، ولد في 3 مايو 1936. حزبياً، نشط في الحزب الجمهوري. وقد انتخب عضو جمعية ولاية ويسكونسن.